# Sešat
Sešat je staroegyptská bohyně psaní, moudrosti, vědění, astronomie, astrologie, matematiky, záznamů a účetnictví. Byla bohyní veškerých písemných záznamů, ať už se jednalo o texty, ale také například o různé záznamy, seznamy a účty (záznamy dobytka, zajatců, roků vlády). Byla spojována také s chrámovými knihovnami a dalšími sbírkami textů.

Doložena je už ve 2. dynastii, a s panovníkem Chasechemuejem při rituálu zakládání chrámu. Díky svému vztahu k měrám a přesnému vyměřování byla považována také za patronku stavebníků a architektů. Sešat je nejčastěji zmiňována či zobrazována, jak něco zapisuje či počítá. Především od Nové říše se pak spolu s Thovtem objevuje ve scéně zaznamenávání roků faraonovy vlády na listy posvátného stromu išed v Iunu.

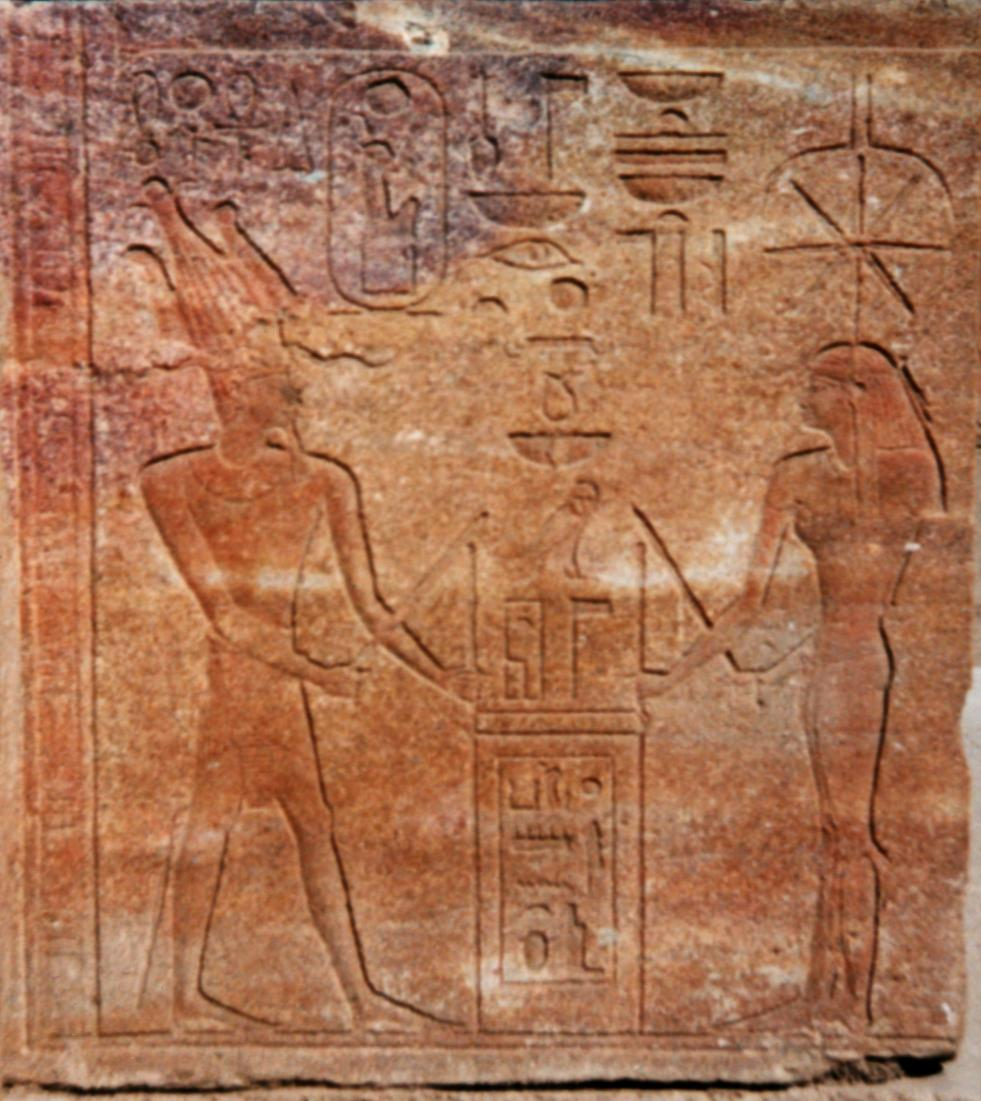
Hatšepsut a Sešat
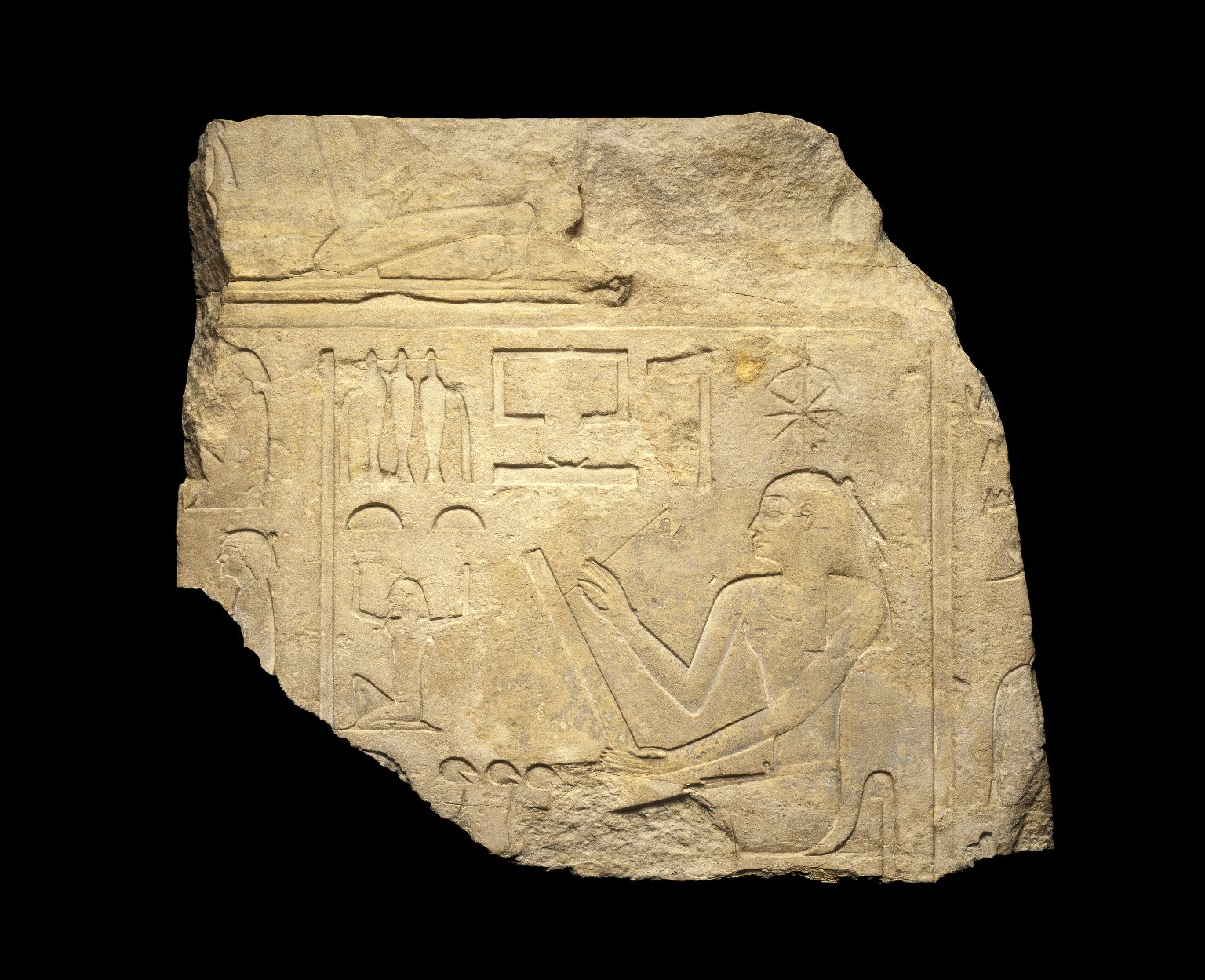
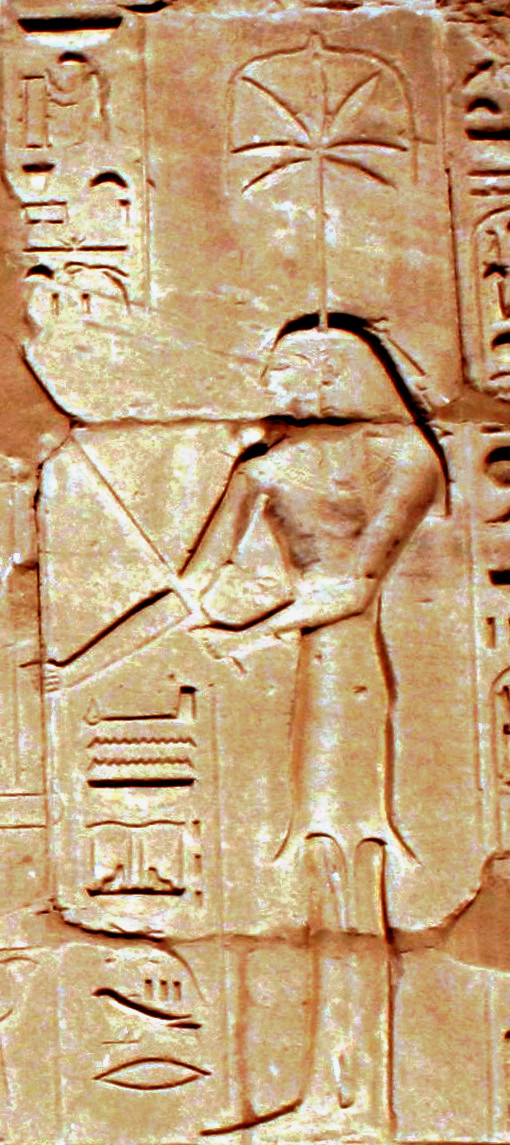
Sešat v Karnaku
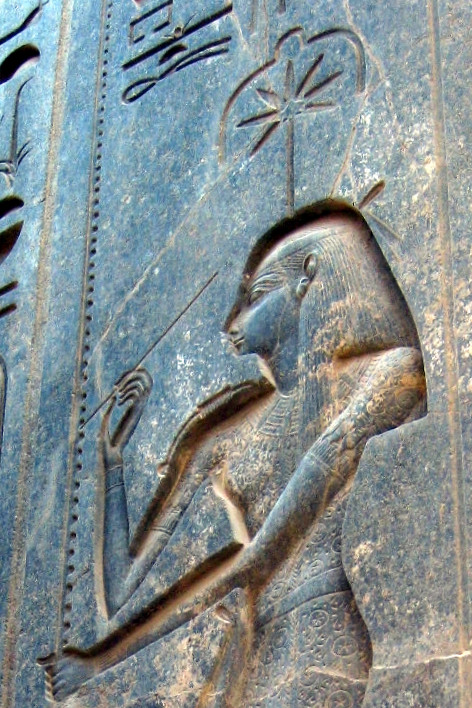
Sešat v Luxoru
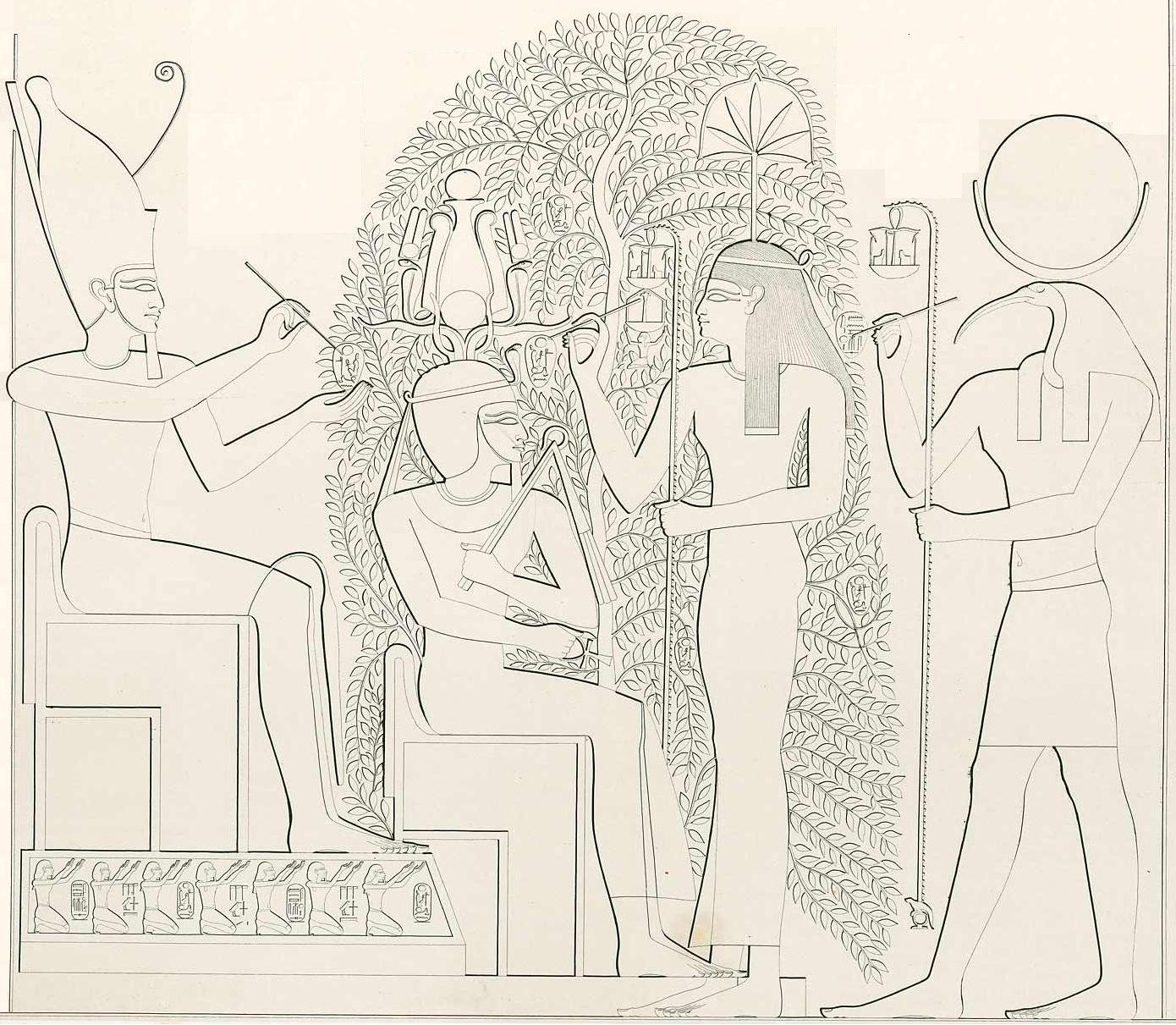
Ramesse II. pod stromem išedem ve společnosti bohů obdarovávajících jej dlouhou vládou